# Hilla Limann
Hilla Limann (Gwollu, 12 dicembre 1934 – Accra, 23 gennaio 1988) è stato un politico ghanese, presidente del Ghana dal 1979 al 1981.
Esponente del Partito Nazionale del Popolo (People's National Party), fu eletto presidente al secondo turno delle elezioni presidenziali del 1979, quando ottenne il 62% dei voti contro il 38% dello sfidante Victor Owusu. Nel 1981 fu esautorato a seguito di un colpo di Stato militare: la guida del governo fu assunta da un Consiglio di Difesa Nazionale, con a capo Jerry Rawlings, che avrebbe mantenuto il potere fino al 1992.
Dopo il ripristino delle istituzioni democratiche, Limann ha contribuito a fondare la Convenzione Nazionale del Popolo (People's National Convention) e si è presentato alle elezioni presidenziali del 1992, ottenendo il 6,7% dei voti.